# カロリング朝ルネサンス
カロリング朝ルネサンスまたはカロリング・ルネサンス（英: Carolingian Renaissance, 仏: Renaissance carolingienne）とは、フランク王国（カロリング朝）のカール大帝（フランク王 768年 - 814年、西ローマ皇帝 800年 - 814年）の頃（8世紀 - 9世紀）に見られる古典復興、文化の隆盛を指す言葉である。

## 名称
19世紀フランスの学者アンベールが、カール大帝の時代の文化を「カロリング・ルネサンス」と呼んで以降、よく使用されるようになった。しかしイタリア・ルネサンスと比べると、新しい理念や独創的な思想や芸術がほとんど生まれなかったため、ジャック・ル・ゴフはこの「カロリング・ルネサンス」を「いわば寛大な気持ち」から使っていると述べている。もっとも、ルネサンスの概念ないし用語 renasci, renovareはカール大帝時代の詩にすでに見られる。

## カール大帝の時代
カール大帝はフランク王国を「キリスト教帝国」とみなしていた。キリスト教に基づく統治を進めるには、聖職者の資質を高め教会を発展させることが必要と考え、各地からアーヘンの宮廷に人材を集めるとともに、自由学芸と教育を振興した。特に古典研究を進め、俗語化していたラテン語が純化され、ラテン語教育が盛んになった。また各地に教会付属の学校が開かれた。このため、W・ウルマンはカロリング・ルネサンスは学芸文化運動というよりも宗教運動であるとした。
カール大帝はヨーロッパ各地から知識人を招き、カールの宮廷は「宮廷学校」とよばれるようになった。イングランドから招かれた神学者のアルクィンがカロリング朝ルネサンスの中心人物として有名であり、一時はカール大帝のブレーンとして皇帝を補佐した。774年のランゴバルド王国併合後、イタリア人パウリヌス、ピサのペトルスらが宮廷に招かれるようになった。カールは宮廷学校で貴族だけでなく、中流や下流階層の子弟にも勉学を学ばせた。
カロリング朝が特に力を入れていたのが、新設された学校で使用する標準的なカリキュラムの作成であった。ヨークのアルクィンはこの取り組みを主導し、教科書の執筆、単語リストの作成、中世ヨーロッパにおける教育の基礎となる自由七科（三学、四科）の確立に寄与した。

## カール大帝後
カール大帝の後も文化振興は継続され、西フランク王国のシャルル2世（西フランク王840年-877年、西ローマ皇帝875年-877年）までに大成された。ギリシャ語文献のラテン語訳などで活躍したエリウゲナ、天文学者のディクイル、歴史家のヒンクマールなどがよく知られている。この頃になると、文化活動は王宮のみでなく各地の修道院に広まっていった。各地の修道院でラテン語文献の筆写が行われ、その過程で文字を統一する必要からカロリング小字体が作成された。だが、その後はノルマン人の侵入にともなう混乱などにより文化活動は停滞期に入った。

## 学術振興
カロリング朝の工房では9世紀に10万点以上の写本が作られ、そのうち6000～7000点が現存している。カロリング朝はキケロ、ホラティウス、マルティアリス、スタティウス、ルクレティウス、プビリウス・テレンティウス・アフェル、ユリウス・カエサル、ボエティウス、マルティアヌス・ミンネウス・フェリクス・カペッラ等の作品の現存する最古の写本を作った。

## 自由七科（リベラルアーツ）の発展
マルティアヌス・ミンネウス・フェリクス・カペッラの『De nuptiis Philologiae et Mercurii』（「哲学と水星の結婚について」）には文法学、論理学、修辞学を表す三学（トリウィウム）が暗示されているが、三学（トリウィウム）の用語が使われるようになったのは、カロリング朝ルネサンス期に、それまでの幾何学、算術、天文学、音楽を示す四科（クワドリウィウム）を模倣して作られてからである。
カール大帝の治世でカロリング朝ルネサンスの代表的聖職者として教会改革を推進したオルレアン司教テオドルフが所有していた別荘には、自由七科、マッパ・ムンディなどのフレスコ画が描かれていたとされる。

## コデックス
カロリング・ルネサンスの意義については、文献についての基本的な2つの要素、書記法と記録媒体の変質が挙げられる。カール大帝は従来の大文字によるラテン書記法を改革して、カロリング小字体を新たに定めた。この統一された字体を用いて、さまざまな文献が新たにコデックスに書き直され、著述と筆写が活発になされた。この2つの要素は中世文化の成立に大きな意義を持った。
コデックスは4世紀末ごろから使われだしたもので、ページと折り丁を持った記録媒体の新しい形態である（今日の書物に近い）。従来の巻物が口述筆記と音読を主とするものであったのに対し、コデックスの一般化によって黙読が広まった（西ヨーロッパでは、13世紀ごろには黙読が一般化した）。また、欄外注の使用など新しい筆記形態が登場し、中世は書物を重要な文化要素とするようになった。書物の形態の変化とともに、書写材料はパピルスから羊皮紙に変化した。
カロリング朝において初めて、古代ギリシャ・ローマの文化、キリスト教、ゲルマン民族の精神が融合したと評される。ヨーロッパ統合が進む今日、カロリング朝ルネサンスがヨーロッパ文化の原点という評価もされている。
なお世界遺産のアーヘン大聖堂は、カール大帝が建てた八角形の宮廷礼拝堂（805年）に、ゴシック様式の聖堂（1414年）を併設したものである。

## 関連する人物
- エリウゲナ
- アルクィン
- パウルス・ディアコヌス
- オルレアンのテオドルフ
- ピサのピエトロ
- アクイレイアのパウリヌス
- アンギルバート
- アンギルラム